# 노르웨이 농구 국가대표팀
노르웨이 농구 국가대표팀(노르웨이어: Norges landslag i basketball)은 노르웨이를 대표하여 국가대항전에 참가하는 농구 국가대표팀으로 노르웨이 농구 연맹에 의해 운영된다.